# Rock Dreams
Rock Dreams is een boek geschreven door de Belgische kunstenaar Guy Peellaert.
Hij schreef het boek tussen 1970 en 1975 in samenwerking met de Britse rockjournalist Nic Cohn.
Het boek wordt gezien als een monument van pop art. Het boek staat namelijk vol fotorealistische ‘tekeningen’ van grote iconen van de rockmuziek. Het boek ging meer dan een miljoen keer over de toonbank.